# Rupen Binemeciyan
Rupen Binemeciyan  (* 1857 in Edirne; † 1912) war ein armenischer Schauspieler.
Rupen Binemeciyan spielte einige Jahre die jungen Hauptrollen in der Theatertruppe von Mardiros Minakyan. 1912 gründete Rupen Binemeciyan seine eigene Truppe. Im selben Jahr starb er.
Binemeciyan war verheiratet mit Aghavni-Zabel Binemeciyan und Vater der berühmten Schauspielerin Eliza Binemeciyan (1890–1981) und Vater Omnik Binemeciyans.